# Metacatharsius rosinae
Metacatharsius rosinae là một loài bọ cánh cứng trong họ Bọ hung (Scarabaeidae).